# Arnold Matiisen
Arnold Matiisen (* 17. Juli 1906 in Tallinn, Estland; † 18. September 1992 in Edmonton, Kanada) war ein estnischer Fußball- und Volleyballspieler.

## Karriere
Arnold Matiisen spielte in seiner Fußballkarriere, wovon nur das Jahr 1926 bekannt ist; für den JK Tallinna Kalev aus der estnischen Hauptstadt Tallinn. Im selben Jahr lief er in einem Länderspiel der Estnischen Fußballnationalmannschaft gegen Schweden auf. Er war neben Artur Maurer und Helmuth Räästas einer von drei Debütanten die für die Landesauswahl bei einer 1:7-Niederlage im Kadrioru Staadion von Tallinn zum Einsatz kamen.

## Spätere Jahre
Im Jahr 1937 wanderte Arnold Matiisen mit seiner Frau Salme nach Kanada aus. Bereits im Jahr 1929 war sein Bruder Alfred Matiisen dorthin emigriert. Sie ließen sich im Jahr 1940 im Stadtbezirk von Edmonton in der Gemeinde Eckville nieder.